# Regimini Ecclesiae Universae

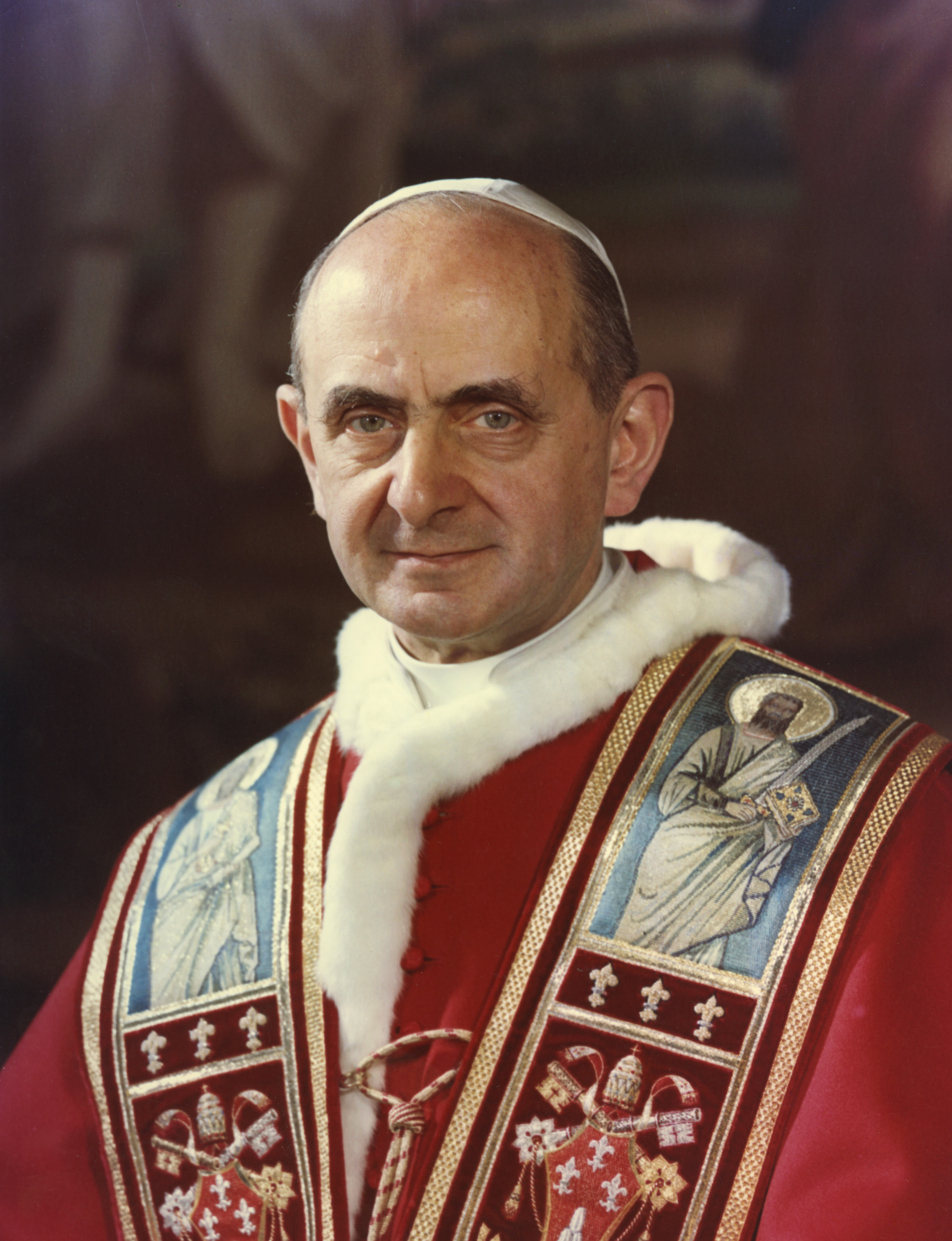
Paus Paulus VI (begin 1969)

Regimini Ecclesiae Universae (Latijn voor Het Bestuur over de Universele Kerk) is de apostolische constitutie waarmee paus Paulus VI op 15 augustus 1967 de Romeinse Curie hervormde. Deze hervorming was een rechtstreeks gevolg van het Tweede Vaticaans Concilie, dat - door paus Johannes XXIII bedoeld om de kerk bij de tijd te brengen - de geesten rijp had gemaakt voor een grondige modernisering van het bestuursapparaat van de paus.

## Inhoud
De hervormingen betekenden het einde van vrijwel alle tot dan toe bestaande congregaties en de oprichting van nieuwe, wier taken werden aangepast aan de bepalingen van het Concilie. Voor een deel legde de constitutie zaken vast, die al waren geregeld. Zo had Johannes al een Secretariaat voor de Eenheid van de Christenen opgericht en had Paulus zelf al de Pauselijke Raad voor Gerechtigheid en Vrede in het leven geroepen. Deze nieuwe dicasterieën werd met de apostolische constitutie ingebed in de nieuwe organisatie. Een aantal van de congregaties veranderde van naam: zo werd de H. Congregatie voor het Consistorie omgedoopt in Congregatie voor de Bisschoppen (want dat was het werkterrein waar de congregatie zich feitelijk mee bezighield), terwijl de H. Congregatie van het Concilie nu Congregatie voor de Clerus werd genoemd. Het Heilig Officie, een van de afdelingen die tijdens het Concilie het meest onder vuur had gelegen, werd omgedoopt in de Congregatie voor de Geloofsleer en ging zich minder bezighouden met het opsporen van dwalingen en meer met het formuleren van de katholieke leer.

## Verdere aanpassingen
Op 8 mei 1969 (Apostolische constitutie Sacra Rituum Congregatio) werd de oude H. Congregatie voor de Riten opgeknipt in twee nieuwe congregaties: die voor Heilig- en Zaligverklaringen en die voor de Eredienst en de Sacramenten. 
De reorganisatie van Paulus VI werd in 1988 gevolgd door de apostolische constitutie Pastor Bonus, waarmee paus Johannes Paulus II op zijn beurt de Curie hervormde.